# ولیژ
شهر ولیژ (به روسی: Велиж) در کشور روسیه و در اوبلاست اسمالنسک واقع شده‌است.